# Спонгиформна енцефалопатия по говедата
Спонгиформна енцефалопатия по говедата (BSE), известна като болест „луда крава“, е нелечимо и неизменно фатално невродегенеративно заболяване при говеда. Симптомите включват необичайно поведение, проблеми при ходене и загуба на тегло. По-късно в хода на заболяването кравата става неспособна да функционира нормално. Във време между инфекцията и появата на симптомите обикновено е четири до пет години. Времето от появата на симптомите до смъртта обикновено е седмици до месеци. Смята се, че разпространението при хората води до вариант на болестта на Кройцфелд-Якоб (vCJD). Към 2018 г. в световен мащаб са докладвани общо 231 случая на vCJD.
Смята се, че BSE се дължи на инфекция от неправилно сгънат протеин, известен като прион. Смята се, че говедата са били заразени чрез хранене с месно-костно брашно (МБМ), което е съдържало или останки от говеда, които спонтанно са развили болестта, или инфектирани от скрейпи овчи продукти. Епидемията се е увеличила в Обединеното кралство поради практиката на хранене с месо-костно брашно на млади телета на млечни крави. Случаи се подозират въз основа на симптоми и се потвърждават чрез изследване на мозъка. Случаите са класифицирани като класически или нетипични, като последните са разделени на H- и L типове. Това е вид трансмисивна спонгиформна енцефалопатия (TSE).
Усилията за предотвратяване на болестта в Обединеното кралство включват недопускане на животни на възраст над 30 месеца да влязат нито в храната, нито в храната за животни. В континентална Европа говедата над 30 месеца трябва да бъдат тествани, ако са предназначени за човешка храна. В Северна Америка тревожните тъкани, известни като материали със специфичен риск, не могат да се добавят към храната за животни или храната за домашни любимци. Около четири милиона крави са убити по време на програмата за ликвидиране на епидемията във Великобритания.
Четири случая са докладвани в световен мащаб през 2017 г. и се счита, че състоянието е почти изкоренено. В Обединеното кралство от 1986 г. до 2015 г. над 184 000 говеда са диагностицирани с пика на нови случаи, настъпили през 1993 г. Няколко хиляди допълнителни случая са докладвани в други региони на света. Смята се, че няколко милиона говеда с това състояние вероятно са влезли в хранителните запаси по време на епидемията.
|  | Тази страница частично или изцяло представлява превод на страницата Bovine spongiform encephalopathy в Уикипедия на английски. Оригиналният текст, както и този превод, са защитени от Лиценза „Криейтив Комънс – Признание – Споделяне на споделеното“, а за съдържание, създадено преди юни 2009 година – от Лиценза за свободна документация на ГНУ. Прегледайте историята на редакциите на оригиналната страница, както и на преводната страница, за да видите списъка на съавторите. ВАЖНО: Този шаблон се отнася единствено до авторските права върху съдържанието на статията. Добавянето му не отменя изискването да се посочват конкретни източници на твърденията, които да бъдат благонадеждни. |